# آيت بويعقوب (الزاوية النحلية)
آيت بويعقوب هي إحدى مشيخات المملكة المغربية، تتبع جغرافيا لإقليم شيشاوة وإداريًا لالزاوية النحلية. يقدر عدد سكانها بـ 10668 نسمة حسب الإحصاء الرسمي للسكان والسكنى لسنة 2004.